# Boreoscala juanina
Boreoscala juanina is een slakkensoort uit de familie van de Epitoniidae. De wetenschappelijke naam van de soort is, als Scalaria juanina, voor het eerst geldig gepubliceerd in 1922 door Odhner.